# Blepharocarya depauperata
Blepharocarya depauperata är en sumakväxtart som beskrevs av Raymond Louis Specht. Blepharocarya depauperata ingår i släktet Blepharocarya och familjen sumakväxter. Inga underarter finns listade i Catalogue of Life.